# Crotophaga sulcirostris
El garrapatero asurcado (Crotophaga sulcirostris), también conocido como  pijullo, garrapatero pijuy, garrapatero curtidor, pijuíl, anó de pico estriado, anó pico surcado, guardacaballos, matacaballos, chiclón, tijul,tijoy pijuy, es una especie de ave cuculiforme de la familia Cuculidae ampliamente distribuida por el continente americano. Se halla desde Texas, en los Estados Unidos, hasta el sur de Bolivia y norte de Chile y Argentina. No se conocen subespecies.

## Características
Es un ave completamente negra, parecida a un cuclillo, con el pico grande, curvo, alto surcado de estrías longitudinales. Mide de 30,5 a 34,5 cm. Machos y hembras son similares. Tiene una larga cola, pero las alas son cortas y redondeadas, por lo que no es un buen volador; su vuelo es débil y consiste en planeos y aleteos alternados, suelen saltar por el suelo, con frecuencia cerca del ganado. Como los demás miembros de su familia, entre los que se encuentran los cuclillos y correcaminos, tiene en las patas dos dedos dirigidos hacia adelante y dos hacia atrás. 
Se distingue de su pariente cercano, el garrapatero ani (Crotophaga ani), por la presencia de surcos en el pico y la ausencia de una protuberancia en el mismo, y del garrapatero mayor (Crotophaga major) porque este es mayor y de ojos claros. Además, las tres especies tienen distribuciones distintas, aunque en algunas zonas llegan a sobrelaparse. Otra característica distintiva es la voz, un ti-jú o pi-jú repetido, que es el origen de su nombre vulgar en algunos países.

## Comportamiento
Su dieta es insectívora, compuesta principalmente de insectos (principalmente ortópteros, coleópteros y dípteros), tanto en estado larvario como adulto; y en menor medida de arácnidos e isópodos.
Esta ave desempeña un papel crucial como regulador biológico al controlar las poblaciones de insectos en su entorno.

## Historia natural
Como las demás especies de su género, habita en áreas abiertas o semiabiertas, como ecotonos, pastizales, sabanas, huertos y campos de cultivo. Tiene una dieta basada en semillas, insectos y frutos. Son aves gregarias y viven en grupos de hasta cinco parejas reproductivas. Defienden un territorio común y ponen los huevos en un nido común. Los huevos son incubados por todos los miembros del grupo, que también se ocupan del cuidado de la progenie. En invierno se retira de Texas y del norte de México.
En Nicaragua se le conoce como "Tijul" y es un ave la cual tiene una gran y extensa red de mitos y leyendas haciéndolo un personaje muy misterioso y cautivador, se suele ver más en el campo, en lugares como Granada, Masaya, Carazo y Río San Juan. 
En la zona sur de Honduras (Pespire) se les conoce como "Pijullo" o "Tijul" y es muy común ver estas aves en los arbustos y escuchar su distintivo canto.